# Стара школа у Миланџи
Стара школа у Миланџи, засеоку села Опаљеник, у Ивањичкој општини, подигао је, у свом родном месту, Јоаникије Нешковић (1804—1873), епископ шабачке и ужичке епархије, као прву школу у моравичком крају.
Школа је подигнута 1833. године и почела да ради на Никољдан исте године са 17 ученика. Школска зграда је двособна брвнара покривена шиндром, а њен први учитељ био је ћир Дионисије. У првој просторији са отвореним огњиштем живела су деца, а у другој је становао учитељ. Након смрти првог учитеља, 1852. године, школа се сели у исту зграду, премештену западно од данашње цркве. Ту се настава изводила све до подизања нове школске зграде 1872. године у којој је настава извођена све до 1953. године, кад се школа затворила јер није имала довољно ученика.
Приликом визитације основних школа 1884. године, месна школа у Миранџи је била повољно оцењена, и за разлику од многи, водио се ту Дневник годишњих предавања. Миленко Нешовић је 1886. године постављен за управитеља основне школе у Миранџи. Отишао је 1887. године учитељ другог-четвртог разреда Гвозден Јовановић. За учитеља трећег и четвртог разреда дошао је 1888. године Андреја Драгутиновић из Слатине, поред колеге Јована Лазаревића. Ту је у исто време и учитељ Андрија Ћендић. Месни учитељ прва два разреда 1892. године био је Недељко Игњатовић. Настава је била 1896. године четвороразредна, а укупно је у њу ишло 88 ђака, из места и околине. Учитељ сва четири разреда а потом и школски управитељ је између 1893-1904. године био Божидар Нешковић. Мирко Поповић премештен је 1896. године у Слатину. Милева Павловић је 1902. године учитељица првог разреда. Године 1904. у месној школи је поред Нешковића и учитељски заступник (приправник) Драгомир Иконић. Постављен је 1906. године за учитељског заступника у месној школи, свршени гимназиста Живко Петковић, који ће ту бити и 1907. године. Имала је (1907) статус мушке школе, са два учитеља који раде са по два разреда истовремено. Учитељ Нешковић је због потребе службе 1908. године премештен у Миланџу, из Атенице. Те године је сеоски учитељ и Драгић Поповић. Учитељски приправник Александар Јокановић је 1909. године предавао првом и другом разреду, као вршилац дужности. Просветна бирократија у првој половини 20. века непрестано покреће учитеље, из места у место. Смењују се следећи учитељи у Миланџи: студент филозофије Драгутин Кнежевић као вд (1911), супружници Милисав и Илинка Арсовић (1910-) рођеној Вељковић (1912-1913), ђак гимназије Милован Поповић вд (1914).  